# Comment servir l'homme
Comment servir l'homme (To Serve Man) est le quatre-vingt neuvième épisode de la série télévisée La Quatrième Dimension, diffusé aux États-Unis le 2 mars 1962. 
Il est adapté d'une nouvelle écrite par Damon Knight, Pour servir l'homme, publiée en 1950. Richard Kiel, célèbre pour avoir joué le rôle de Requin dans James Bond, tient le rôle du principal protagoniste extraterrestre.

## Synopsis
Monsieur Chambers, un secrétaire de l'ONU, dans un vaisseau spatial, se remémore le jour où les Kanamites sont arrivés sur Terre avec une volonté de paix pour l'humanité tout entière. Lors d'un colloque, l'un de leurs représentants a laissé un livre après avoir apporté son message d'espoir pour soigner tous les maux de la planète et des humains. Après de nombreuses recherches pour déchiffrer cet ouvrage, les scientifiques ont pu déchiffrer le titre : « Comment servir l'homme ». Ce titre souleva l'enthousiasme de la population. Des voyages furent organisés en direction de la planète de ces visiteurs supposés sympathiques et généreux.
À son tour, monsieur Chambers embarque aussi dans un vaisseau spatial pour aller visiter la planète des extra-terrestres. Fait incongru, les humains qui vont embarquer dans le vaisseau sont pesés avant d'embarquer. Les Kanamites justifient cette bizarrerie par le fait qu'il ne faut pas dépasser le PTAC du vaisseau. Alors que monsieur Chambers franchit le pas de la porte du vaisseau pour embarquer et qu'en parallèle le monde cherchait à décrypter le contenu du livre dont le titre qui avait été décrypté était « Comment servir l'homme », l'assistante de monsieur Chambers arrive en courant à l'embarquement et lui crie que le livre est un livre de cuisine.